# رجل لرجل
رجل لرجل (هانغل: 맨투맨)؛ مسلسل دراما اكشن كوري جنوبي من بطولة بارك هي جين، عرض على قناة جي تي بي سي في 21 نيسان 2017 يعتبر أول مسلسل تلفزيوني كوري جنوبي بث على التلفزيون وشبكة نتفليكس.

## القصة
يحتاج أحد المشاهير المخضرمين يو وون كيونغ إلى حارس شخصي فجأة، فيعين كيم سول وو وهو رجل تدرب على التحقيق الخاص ويُعرف بأنه رجل غامض متعدد المواهب. تدور أحداث الدراما حول الأحداث المتداخلة التي تحصل لهما. ومعًا، يحلان الجرائم ويقاتلان الأشرار وينخرطان في مثلث حبّ

## الممثلون
- بارك هي جين بدور كيم سول وو.
- بارك سونغ وونغ بدور يو وون كيونغ.
- كيم مين جونغ
- تشاي جونغ أن

## المشاهدات
| الحلقة | تاريخ البث الأصلي | متوسط حصة الجمهور | متوسط حصة الجمهور | متوسط حصة الجمهور |
| الحلقة | تاريخ البث الأصلي | AGB Nielsen       | AGB Nielsen       | TNmS              |
| الحلقة | تاريخ البث الأصلي | على الصعيد الوطني | سيول              | على الصعيد الوطني |
| ------ | ----------------- | ----------------- | ----------------- | ----------------- |
| 1      | 21 أبريل 2017     | 4.055٪            | 4.808٪            | 3.6٪              |
| 2      | 22 أبريل 2017     | 4.074٪            | 4.535٪            | 4.1٪              |
| 3      | 28 أبريل 2017     | 2.527٪            | 2.866٪            | 2.4٪              |
| 4      | 29 أبريل 2017     | 3.462٪            | 3.835٪            | 3.0٪              |
| 5      | 5 مايو 2017       | 3.229٪            | 3.682٪            | 2.4٪              |
| 6      | 6 مايو 2017       | 2.452٪            | 2.379٪            | 2.8٪              |
| 7      | 12 مايو 2017      | 3.289٪            | 3.569٪            | 3.7٪              |
| 8      | 13 مايو 2017      | 4.028٪            | 4.612٪            | 3.7٪              |
| 9      | 19 مايو 2017      | 2.988٪            | 3.277٪            | 2.5٪              |
| 10     | 20 مايو 2017      | 2.356٪            | 2.240٪            | 3.0٪              |
| 11     | 26 مايو 2017      | 2.828٪            | 3.284٪            | 2.9٪              |
| 12     | 27 مايو 2017      | 3.290٪            | 3.722٪            | 3.0٪              |
| 13     | 2 يونيو 2017      | 2.498٪            | 2.964٪            | 2.5٪              |
| 14     | 3 يونيو 2017      | 3.092٪            | 3.511٪            | 3.4٪              |
| 15     | 9 يونيو 2017      | 2.601٪            | 2.809٪            | 2.8٪              |
| 16     | 10 يونيو 2017     | 4.022٪            | 4.436٪            | 3.9٪              |
| المعدل | المعدل            | 3.174٪            | 3.533٪            | 3.1٪              |

## الإنتاج
المسلسل من إخراج لي تشانغ مين مخرج سابق لدي إس بي إس (حاليا: jtbc P.D) ، الذي عمل على مسلسلات مثل «ولادة جميلة» وتذكر: حرب الابن.
ظهر اثنان من الممثلين بدراما تذكر: حرب الابن، : لي سي اون ونام جونج مين كاضيف (دور كاميو) .
كان الكاتب كيم وون سوك هو الكاتب المساعد في دراما الشهيرة أحفاد الشمس. الحلقة الأولى تضمنت محاكاة ساخرة لأحد المشاهد الدرامية الشهيرة، واثنان من الممثلين ظهرو كاضيوف ، مثل ديفيد ماكينيس وسونغ جونغ كي.
تمت القراءة الأولى للسيناريو في 3 أكتوبر 2016. بدأ التصوير في 17 أكتوبر 2016 وانتهى في 6 مارس 2017. صور في سيئول، كوريا الجنوبية، وبودابست ، عاصمة المجر.

## روابط خارجية
- رجل لرجل على موقع IMDb (الإنجليزية)
- رجل لرجل على موقع نتفليكس (الإنجليزية)
- رجل لرجل على موقع ليتربوكسد (الإنجليزية)
- رجل لرجل على موقع كينوبويسك (الروسية)
- رجل لرجل على موقع قاعدة بيانات الفيلم (الإنجليزية)